# Bartłomiej Smuczyński
Bartłomiej Smuczyński (ur. 25 sierpnia 1995 w Skarszewach) – polski piłkarz grający na pozycji pomocnika w Wietcisa Skarszewy.